# Caolan Lavery
Caolan Owen Lavery, né le 22 octobre 1992 à Red Deer dans l'Alberta au Canada, est un footballeur international nord-irlandais, qui évolue au poste d'attaquant.

## Biographie
Le 30 août 2016 il rejoint Sheffield United.
Le 29 janvier 2018, il est prêté à Rotherham United.
Le 31 août 2018, il est prêté à Bury.
A l'issue de la saison 2018-2019, il est libéré par Sheffield United. 
Le 6 août 2019, il rejoint Walsall.
Le 2 août 2021, il rejoint Bradford.
Le 24 janvier 2023, il rejoint Doncaster.

## Palmarès

### En club
- Sheffield United
  - Champion d'Angleterre de troisième division en 2017
- Bury
  - Vice-champion de quatrième division en 2019